# Viviers-sur-Artaut
Viviers-sur-Artaut és un municipi francès situat al departament de l'Aube i a la regió del Gran Est. L'any 2007 tenia 116 habitants.

## Demografia

### Població
El 2007 la població de fet de Viviers-sur-Artaut era de 116 persones. Hi havia 48 famílies de les quals 12 eren unipersonals (8 homes vivint sols i 4 dones vivint soles), 12 parelles sense fills, 20 parelles amb fills i 4 famílies monoparentals amb fills.
La població ha evolucionat segons el següent gràfic:
Habitants censats

### Habitatges
El 2007 hi havia 88 habitatges, 51 eren l'habitatge principal de la família, 30 eren segones residències i 7 estaven desocupats. Tots els 87 habitatges eren cases. Dels 51 habitatges principals, 44 estaven ocupats pels seus propietaris, 3 estaven llogats i ocupats pels llogaters i 4 estaven cedits a títol gratuït; 1 tenia dues cambres, 4 en tenien tres, 15 en tenien quatre i 31 en tenien cinc o més. 34 habitatges disposaven pel capbaix d'una plaça de pàrquing. A 19 habitatges hi havia un automòbil i a 25 n'hi havia dos o més.

### Piràmide de població
La piràmide de població per edats i sexe el 2009 era:
| Homes | Edats   | Dones |
| ----- | ------- | ----- |
| 4     | 95 o +  | 0     |
| 0     | 90 a 94 | 0     |
| 0     | 85 a 89 | 0     |
| 0     | 80 a 84 | 4     |
| 0     | 75 a 79 | 4     |
| 0     | 70 a 74 | 0     |
| 4     | 65 a 69 | 8     |
| 0     | 60 a 64 | 0     |
| 0     | 55 a 59 | 0     |
| 0     | 50 a 54 | 0     |
| 4     | 45 a 49 | 4     |
| 16    | 40 a 44 | 12    |
| 4     | 35 a 39 | 0     |
| 4     | 30 a 34 | 12    |
| 0     | 25 a 29 | 0     |
| 4     | 20 a 24 | 0     |
| 8     | 15 a 19 | 8     |
| 12    | 10 a 14 | 8     |
| 0     | 5 a 9   | 0     |
| 0     | 0 a 4   | 0     |

## Economia
El 2007 la població en edat de treballar era de 87 persones, 68 eren actives i 19 eren inactives. De les 68 persones actives 64 estaven ocupades (43 homes i 21 dones) i 4 estaven aturades (1 home i 3 dones). De les 19 persones inactives 5 estaven jubilades, 4 estaven estudiant i 10 estaven classificades com a «altres inactius».

### Ingressos
El 2009 a Viviers-sur-Artaut hi havia 52 unitats fiscals que integraven 115 persones, la mediana anual d'ingressos fiscals per persona era de 20.532 €.

### Activitats econòmiques
Dels 4 establiments que hi havia el 2007, 1 era d'una empresa alimentària, 1 d'una empresa de construcció, 1 d'una empresa de serveis i 1 d'una empresa classificada com a «altres activitats de serveis».
Dels 2 establiments de servei als particulars que hi havia el 2009, 1 era una lampisteria i 1 perruqueria.
L'any 2000 a Viviers-sur-Artaut hi havia 19 explotacions agrícoles que ocupaven un total de 198 hectàrees.

## Poblacions més properes
El següent diagrama mostra les poblacions més properes.